# Laaber-Verlag
Der Laaber-Verlag, seit 2019 in Lilienthal bei Bremen ansässig, ist ein 1977 von Henning Müller-Buscher in Laaber in der Oberpfalz gegründeter Buch- und Musikverlag, in dem bisher rund eintausend Buchtitel verlegt wurden. Bedeutende Zukäufe waren 1980 der Arno-Volk-Verlag und zu Beginn der 1990er Jahre der Verlag Frits Knuf, Buren.
Der Laaber-Verlag publiziert seit 1977 in allen relevanten Bereichen der Musik und Musikwissenschaft. Er hat in dieser Zeit neben einer großen Anzahl an Einzelpublikationen zahlreiche Buchreihen wie z. B. das Neue Handbuch der Musikwissenschaft (13 Bände), das Handbuch der musikalischen Gattungen (17 Bände), Große Komponisten und ihre Zeit (ca. 40 Bände), die Enzyklopädie der Kirchenmusik (7 Bände) oder mehrbändige Komponisten-Handbücher über Johann Sebastian Bach, Ludwig van Beethoven, Georg Friedrich Händel und Wolfgang Amadeus Mozart veröffentlicht. Ein weiterer Programmschwerpunkt sind mehrbändige Handbuch-Reihen zu Epochen der Musik (z. B. Renaissance, Barock, Klassik und Romantik und 20. Jahrhundert).
Der Laaber-Verlag hat darüber hinaus einen vielbeachteten Programmschwerpunkt mit Musik-Lexika initiiert, in dem umfassende Nachschlagewerke über Komponisten (z. B. Bach, Beethoven, Händel, Haydn und Mozart), über Instrumente (z. B. Orgel, Klavier, Violine, Flöte, Gesangsstimme, Holzblasinstrumente, Chor und Orchester) und sonstige Themen (z. B. Oper, Filmmusik, Kirchenmusik, Tanz und Systematische Musikwissenschaft) realisiert werden.
Ein weiterer wichtiger Programmschwerpunkt ist die Reihe Meisterwerke der Musik im Faksimile, in der bedeutende Werke von Komponisten wie Bach, Beethoven, Alban Berg, Felix Mendelssohn Bartholdy oder Arnold Schönberg faksimiliert werden. Wissenschaftliche Einführungen erklären jeweils das Werk, seine Entstehung und den biographischen Hintergrund.
Im Laaber-Verlag erscheinen mehrere wissenschaftliche Periodika, so die Zeitschrift Musiktheorie und das Organ Yearbook. Seit seiner Gründung arbeitete der Verlag eng mit Universitäten und Forschungsinstituten zusammen, darunter dem Deutschen Historischen Institut in Rom und dem Forschungsinstitut für Musiktheater Thurnau der Universität Bayreuth. Außerdem verlegt der Verlag im Auftrag der Gesellschaft für Musikforschung die Buchreihe Kompendien Musik.
Vor allem für den Ausbildungsbereich wurden mehrere Paperback-Reihen ins Leben gerufen, so etwa die Reihen Grundlagen der Musik, Gattungen der Musik und Epochen der Musik.
Im Laaber-Verlag haben viele Musikwissenschaftler des 20. Jahrhunderts grundlegende Publikationen veröffentlicht, u. a. Carl Dahlhaus, Hermann Danuser, Ludwig Finscher, Peter Gülke, Michael Heinemann, Hans-Joachim Hinrichsen, Silke Leopold, Siegfried Mauser, Helga de la Motte-Haber, Siegbert Rampe, Albrecht Riethmüller, Christian Martin Schmidt und Elisabeth Schmierer.
Der Laaber-Verlag hat zahlreiche Auszeichnungen erhalten.